# Redouane Achik

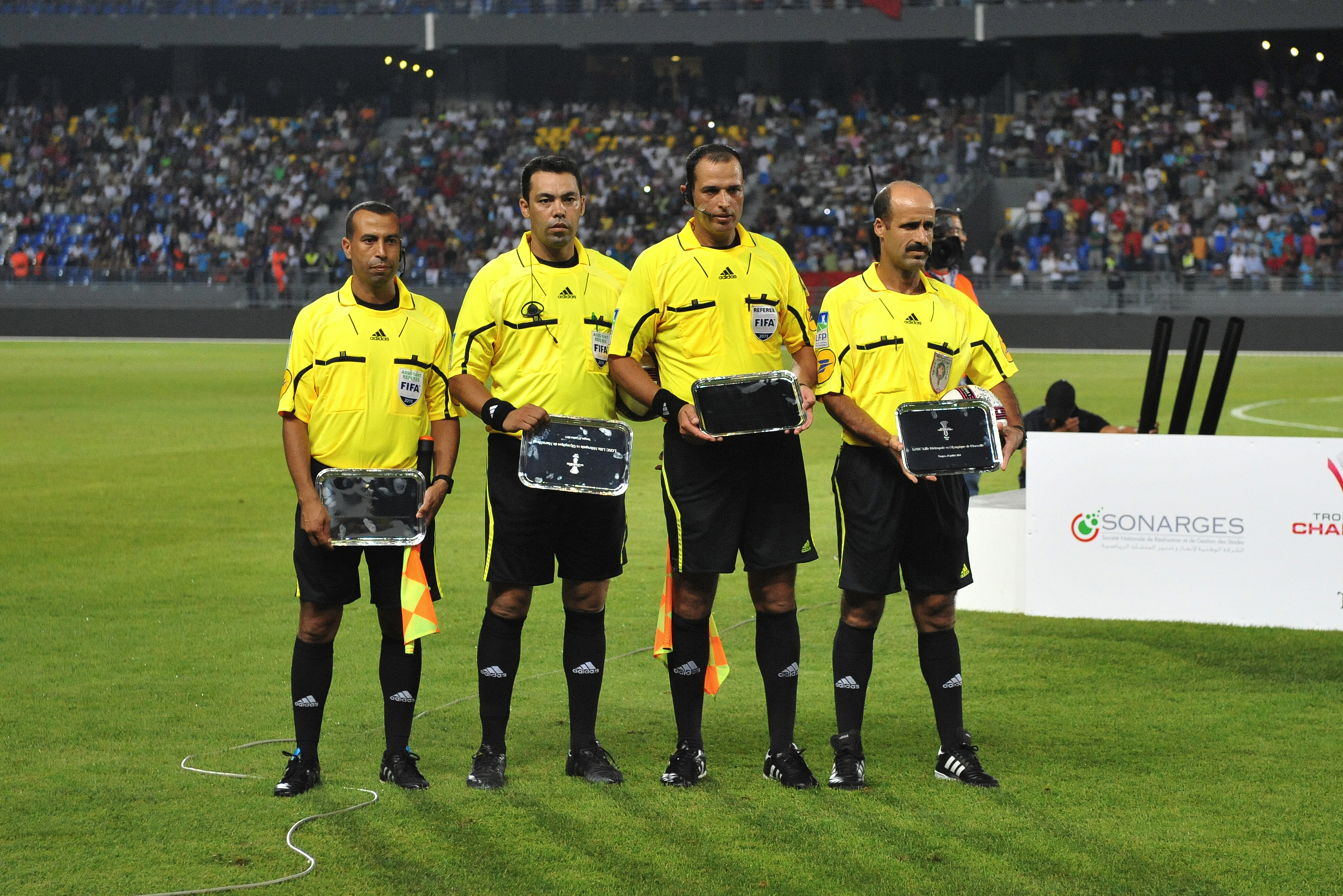
Abdelaziz el-Mehraji, Redouane Achik, Bouchaïb el-Ahrach und Abdellah Boulifa beim Spiel um den französischen Supercup 2011 (v. l. n. r.)

Redouane Achik (arabisch رضوان عشيق, DMG Riḍwān ʿAšīq; * 21. April 1972) ist ein ehemaliger marokkanischer Fußballschiedsrichterassistent.
Achik begann 1994 als Schiedsrichter. Von 2008 bis 2018 stand er auf der Liste der FIFA-Schiedsrichter und leitete internationale Fußballspiele.
Als Schiedsrichterassistent war Achik bei vielen internationalen Turnieren im Einsatz, darunter bei der Weltmeisterschaft 2010 in Südafrika (als Assistent von Koman Coulibaly), bei der Klub-Weltmeisterschaft 2012 in Japan, bei der Weltmeisterschaft 2014 in Brasilien (jeweils als Assistent von Djamel Haimoudi), bei der U-20-Weltmeisterschaft 2017 in Südkorea und bei der Weltmeisterschaft 2018 in Russland (jeweils als Assistent von Gehad Grisha). Insgesamt leitete er sechs WM-Spiele bei drei aufeinanderfolgenden Weltmeisterschaften.
Zudem war Achik beim Afrika-Cup 2008 in Ghana, 2010 in Angola, 2012 in Gabun und Äquatorialguinea, 2013 in Südafrika, 2015 in Äquatorialguinea und 2017 in Gabun im Einsatz.
Seit 1998 arbeitet Achik beim Automobilhersteller Société Marocaine de Construction Automobile (SOMACA), der für die Renault-Gruppe Fahrzeuge produziert.